# Darker Still
Darker Still (englisch für „noch dunkler“) ist das siebte Studioalbum der australischen Metalcore-Band Parkway Drive. Das Album wurde am 9. September 2022 über Epitaph Records und erreichte Platz eins der australischen Albumcharts.

## Entstehung
Im März 2020 veröffentlichte die Band ihr Livealbum Viva the Underdogs und stellte einen Plan für die nächsten fünf Jahre der Bandkarriere auf. Kurze Zeit später mussten die Musiker wegen der COVID-19-Pandemie ihre Pläne über den Haufen werfen. Die durch die Pandemie entstandene Ungewissheit brachte die Musiker dazu, ein Album zu schreiben, welches auch das letzte der Band sein könnte. Laut Sänger Winston McCall hat sich die Band dazu entschlossen, „die Songs zu schreiben und zu arrangieren, die sie schon immer schreiben wollte“. Ohne die Pandemie wäre es „definitiv ein anderes Album geworden“. Musikalisch wurde Darker Still stark vom Alternative Rock und Metal der 1990er Jahre sowie vom Industrial geprägt. Die Lieder wurden von Winston McCall, dem Schlagzeuger Ben Gordon und dem Gitarristen Jeff Lin geschrieben. Erste Demos wurden in Lins Heimstudio aufgenommen.
Wegen der Pandemie konnten die Musiker das Land nicht verlassen und mussten die aus Kanada stammenden Produzenten George und Dean Hadji-Christou nach Australien einfliegen lassen. Der ursprünglich geplante Flug wurde gestrichen, so dass die beiden erst drei Wochen später in Australien ankamen und sich dann zunächst für zwei Wochen in Quarantäne begeben mussten, was sich auf die Psyche der beiden Produzenten auswirkte. Dies kostete die Band laut McCall 40.000 Dollar. Gleichzeitig kämpften auch die Bandmitglieder mit den Auswirkungen der Pandemie auf sich selbst und ihre Familien. Laut Winston McCall wäre das Studio am Ende der Aufnahmen „beinahe explodiert“. Über die Jahre hätten sich jede Menge Groll angestaut und drei der fünf Mitglieder hätten nicht mehr gewusst, ob sie weiterhin Teil der Band sein wollten.
Die für das Frühjahr 2022 geplante Tournee durch Nordamerika wurde abgesagt, da keiner der Musiker wusste, ob die Band diese Tour überstehen würde. Laut Winston McCall hätten sich die Musiker nicht auf eine Tournee gefreut. Stattdessen nahmen sich Parkway Drive die Hilfe von Mediatoren und Gruppenberatern an, um die entstandenen Differenzen auszuräumen.

## Veröffentlichung
Am 7. Juni 2022 veröffentlichten Parkway Drive die Single Glitch mitsamt des dazugehörigen Musikvideos, bei dem Josh Weier Regie führte. Die zweite Single The Greatest Fear erschien inklusive Video am 6. Juli 2022. James Chappell führte bei diesem Video die Regie. Gleichzeitig wurde das Album Darker Still mitsamt der Titelliste angekündigt. Das Titellied wurde mitsamt des Musikvideos, bei dem Lucas Englund & Third Eye Visuals Regie führten, am 23. August 2022 veröffentlicht. Am 8. September 2022 veranstalteten Parkway Drive im Berliner Festsaal Kreuzberg ein exklusives Pre-Listening, bei dem die Gäste das Album vorab hören und anschließend der Band Fragen stellen können. Darüber hinaus erhielten die Gäste die Möglichkeit, sich individuelle Bandshirts drucken zu lassen.

## Hintergrund
Laut Sänger Winston McCall würde sich das Album durch verschiedene Stadien des Zorns arbeiten. Im Vorfeld des Albums waren die Musiker beinahe 20 Jahre lang fast pausenlos unterwegs. Darüber hinaus kam es im Umfeld der Band zu mehreren tragischen Ereignissen und Australien wurde durch mehrere Naturkatastrophen erschüttert. Winston McCall stieß auf das Gedicht Die dunkle Nacht der Seele von Juan de la Cruz, das ihm half zu verstehen, was er und andere durchmachen. Darker Still sei allerdings kein Konzeptalbum.
Die erste Single Glitch befasst sich mit Albträumen und Schlafparalyse, an der Winston McCalls Ehefrau leidet. Laut McCall hätte der Verstand eine große Macht. Der „wahre Terror“ würde sich erst einstellen, wenn „der Verstand mit all seinen Ängsten die physische Kontrolle über einen Körper übernimmt“. Dort, „wo sich Alpträume und Realität treffen“. The Greatest Fear beschäftigt sich mit dem Tod als der verbindenden Kraft, der sich alle Menschen stellen müssen. Winston McCall wollte ein Lied schaffen, das den Tod als etwas darstellt, dass alle Menschen auf ihren Wegen verbindet. Das Titellied ist ebenfalls McCalls Ehefrau gewidmet und beschreibt die Verbindung zwischen beiden. Das Pfeifen im Intro stammt von Pierre Bouvier, dem Sänger der Band Simple Plan.
Der Titel des Liedes If a God Can Bleed wurde aus dem Film Iron Man 2 entnommen. Winston McCall bezeichnete sich selbst als großen Fan von Marvel Comics und verarbeitete zahlreiche Zitate aus den Comics in seinen Texten des Albums. Das Lied Imperial Heretic wurde vom Computerspiel Warhammer 40.000 inspiriert und ist eine Kritik am Imperialismus. From the Heart of the Darkness wurde von Winston McCall als das „trotzige Ende“ des Albums bezeichnet, mit dem er das „zutiefst menschliche Gefühl des Widerstands“ aufgreift. Es gehe darum, „sich zu offenbaren und sich aus dem düstersten Ort herauszuziehen, an dem man jemals war“.

## Rezeption

### Rezensionen
Stefan Reuter vom deutschen Magazin Visions riet den Lesern, „sich anzuschnallen“, denn Parkway Drive „präsentieren mit fast schon beängstigendem Selbstbewusstsein ihre inzwischen sehr eigene Interpretation von modernem Metal, die für nichts anderes gemacht ist als für Headlinershows auf den größten Festivals der Welt“. Simon Bauer vom deutschen Magazin Rock Hard schrieb, dass Parkway Drive das „große Kunststück gelingt, ausnahmslos jeden Song mit denkwürdigen Stadion-Melodien zu krönen und dabei tief unter die Haut gehende Gefühle zu vermitteln“. Darker Still wäre das „Schlüsselwerk einer konsequenten Weiterentwicklung“ und Parkway Drive würde „die Zukunft gehören“. Bauer vergab neun von zehn Punkten.
Unterschiedlich wurde das Album vom deutschen Magazin Metal Hammer aufgenommen. Lothar Gerber schrieb, dass die Band „den Weg ihrer letzten beiden Alben konsequent fortführt“ und dass „Melodien und Hooklines regieren“. Darker Still würde „klar den Weg in Richtung großer Konzerthallen weisen“, wofür Gerber sechs von sieben Punkten vergab. Sein Kollege Florian Blumann hingegen kritisierte die „ziemlich eintönigen Song-Konstrukte, die sich nach spätestens der Hälfte schleppend anfühlen“. Parkway Drive klingen 2022 „noch gewollter nach Mehrzweckhalle als bisher“, wofür Blumann 3,5 von sieben Punkten vergab.
David Hune vom SLAM alternative music magazine nahm das Album ebenfalls positiv auf und stellte insbesondere die Single Glitch und den „epischen Titeltrack“ positiv heraus, die den Release mit neuen Farbelementen bereichern und am Ende zu einem „positiven Gesamteindruck“ beitragen würden.
Joe Loughran vom britischen Onlinemagazin Bring the Noise UK hingegen beschrieb Darker Still als „enttäuschendes Album“, das mit „den Höhen von Reverence oder dem Großteil der anderen Alben der Band nicht mithalten kann“. Es hat „einige schräge Titel“, aber auch „einige der besten Titel der Bandgeschichte“. Ältere Fans der Band werden „kämpfen müssen, um den Großteil des Albums genießen zu können“. Da sich Parkway Drive „bei einigen Liedern selbst keinen Gefallen getan haben“ vergab Loughran sechs von zehn Punkten.

### Chartplatzierungen
Mit Darker Still erreichte Parkway Drive zum dritten Mal in Folge mit einem Studioalbum Platz eins in den australischen Albumcharts.
| ChartsChartplatzierungen     | Höchstplatzierung | Wochen |
| ---------------------------- | ----------------- | ------ |
| Australien (ARIA)            | 1 (4 Wo.)         | 4      |
| Deutschland (GfK)            | 5 (7 Wo.)         | 7      |
| Österreich (Ö3)              | 7 (3 Wo.)         | 3      |
| Schweiz (IFPI)               | 5 (3 Wo.)         | 3      |
| Vereinigtes Königreich (OCC) | 56 (1 Wo.)        | 1      |

### Bestenlisten
| Publikation     | Liste                                | Werk         | Platz    |
| --------------- | ------------------------------------ | ------------ | -------- |
| Kerrang         | The 50 best albums of 2022           | Darker Still | 18       |
| Metal Hammer    | Die Alben des Jahres                 | Darker Still | 5        |
| Metal Hammer UK | Albums of 2022                       | Darker Still | 40       |
| Metal Hammer UK | The 10 best metalcore albums of 2022 | Darker Still | 8        |
| Rock Sound      | The Rock Sound Albums of 2022        | Darker Still | J [ 18 ] |
| Upset           | Upset’s Albums of the Year 2022      | Darker Still | 13       |
| Visions         | Die 50 Alben des Jahres 2022         | Darker Still | 39       |